# Lomographa micantaria
Lomographa micantaria là một loài bướm đêm trong họ Geometridae.